# Minuartia moehringioides
Minuartia moehringioides là loài thực vật có hoa thuộc họ Cẩm chướng. Loài này được (Moc. & Sessé ex DC.) Mattf. mô tả khoa học đầu tiên năm 1921.